# Bogusław Kośmider (duchowny)
Bogusław Kośmider (ur. 9 czerwca 1966 w Dynowie) – polski duchowny katolicki, rektor Papieskiego Instytutu Polskiego w Rzymie.

## Życiorys
19 czerwca 1993 otrzymał święcenia kapłańskie z rąk arcybiskupa Józefa Michalika. W 2002 obronił doktorat z teologii na Uniwersytecie św. Krzyża w Rzymie.
W marcu 2008 został wybrany rektorem Papieskiego Instytutu Polskiego.